# Roselyn Sánchez

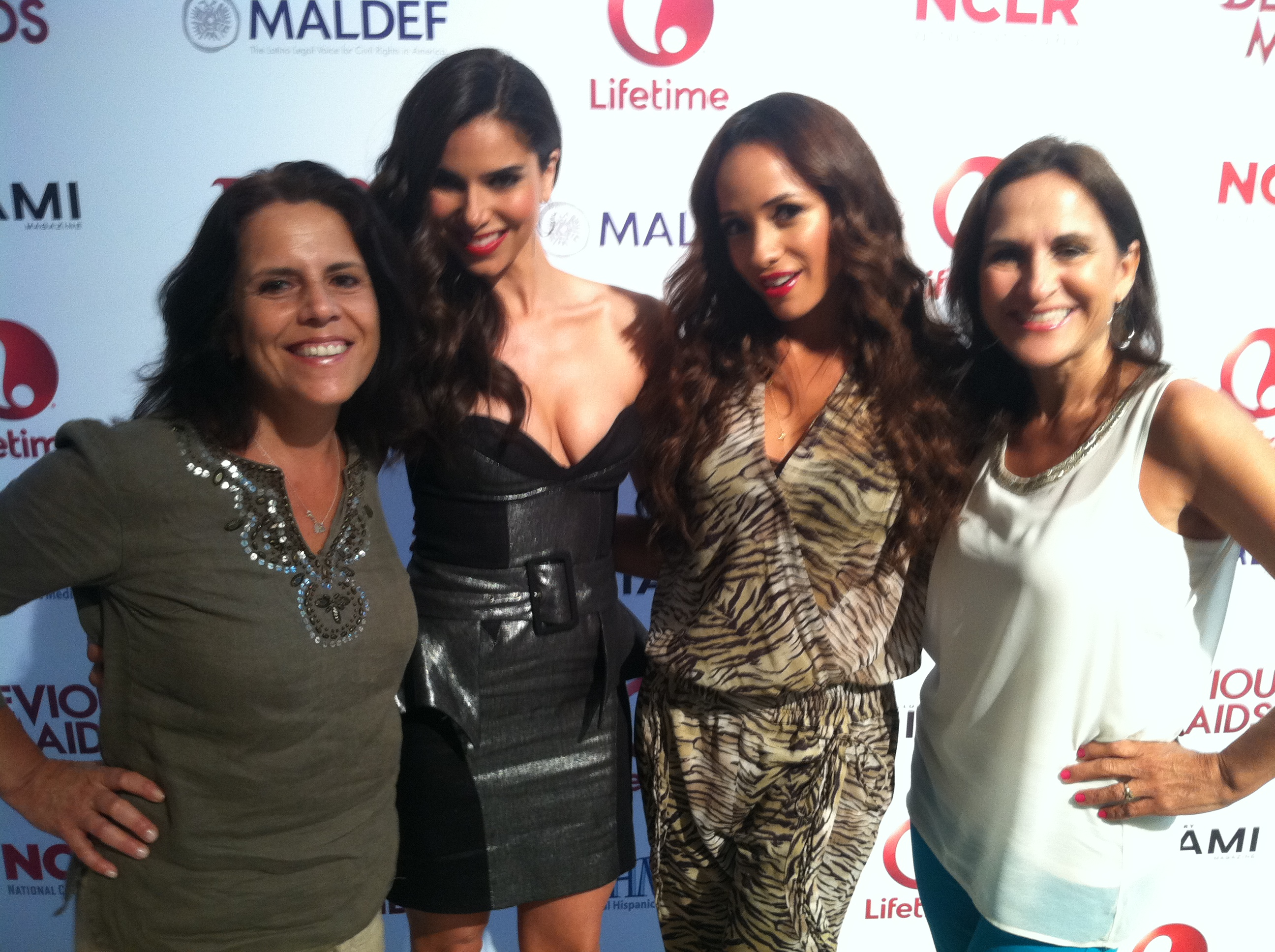
Roselyn Sánchez (zweite von links) am 4. Juni 2013

Roselyn Sánchez (* 2. April 1973 in San Juan) ist eine puerto-ricanische Schauspielerin und Sängerin, die auch unter den Namen Rosalyn Sanchez, Pipo und Ros bekannt ist.

## Leben
Roselyn Sánchez studierte Marketing an der Universität von Puerto Rico, schloss dieses jedoch nicht ab, sondern entschied, sich auf die Schauspielerei zu konzentrieren. 1992 trat sie in dem US-Film Captain Ron an der Seite von Kurt Russell auf und zog danach nach New York, um Tanz-, Schauspiel- und Gesangsunterricht zu nehmen.
Trotz ihres Umzuges wurde sie sowohl 1993 als auch 1994 zur Miss Petite Puerto Rico gewählt, danach zur Miss Petite America.
Ab 2001 war sie in verschiedenen Nebenrollen in Kinofilmen an der Seite von Jackie Chan, Chris Tucker, Cuba Gooding Jr., John Travolta und Samuel L. Jackson, Justin Timberlake, Kevin Spacey und Morgan Freeman zu sehen. Ab 2005 trat sie parallel in den Serien Kojak und Without a Trace – Spurlos verschwunden auf.
Am 9. August 1998 heiratete sie den Schauspieler Gary Stretch, jedoch wurde die Ehe im Jahr 2001 wieder geschieden. Im November 2008 heiratete sie den Schauspieler Eric Winter, mit dem sie zuvor zwei Jahre liiert war. Im Januar 2012 kam ihre gemeinsame Tochter zur Welt, 2017 der gemeinsame Sohn.

## Filmografie (Auswahl)
- 1992: Captain Ron
- 1996–1997: Jung und Leidenschaftlich – Wie das Leben so spielt (As the World Turns, Seifenoper)
- 1999: Held Up – Achtung Geiselnahme! (Held Up)
- 2000: Nash Bridges (Fernsehserie, Folgen 6x02–6x04)
- 2001: Rush Hour 2
- 2002: Boat Trip
- 2002: Nightstalker – Die Bestie von L.A. (Nightstalker)
- 2002: Miss Miami (Fernsehfilm)
- 2003: Eine Affäre zu viert (Chasing Papi)
- 2003: Polizeibericht Los Angeles (Dragnet, Fernsehserie)
- 2003: Basic – Hinter jeder Lüge eine Wahrheit (Basic)
- 2004: Teen Cop (Underclassman)
- 2005: Shooting Gallery
- 2005: Edison – Stadt des Verbrechens (Edison)
- 2005: Kojak (Fernsehserie, 6 Folgen)
- 2005: State Property 2 – Blut in den Straßen (State Property 2)
- 2005–2009: Without a Trace – Spurlos verschwunden (Without a Trace, Fernsehserie, 87 Folgen)
- 2006: Yellow
- 2007: Daddy ohne Plan (The Game Plan)
- 2008: The Perfect Sleep
- 2009: Royal Pains (Fernsehserie, Folge 1x07)
- 2010: Drei Buddies knacken Vegas (Venus and Vegas)
- 2011: Rizzoli & Isles (Fernsehserie, Folge 2x11)
- 2012: Act of Valor
- 2012: Desperate Housewives (Fernsehserie, Folge 8x23)
- 2013–2016: Devious Maids – Schmutzige Geheimnisse (Devious Maids, Fernsehserie, 49 Folgen)
- 2016: Death of a Vegas Showgirl (Fernsehfilm)
- 2018: Traffik
- 2019: A Taste of Summer (Fernsehfilm)
- 2019: Grand Hotel (Fernsehserie, 13 Folgen)
- 2020: The Rookie (Fernsehserie, Folge 2x16)
- 2021: An Ice Wine Christmas (Fernsehfilm)
- 2021–2023: Fantasy Island (Fernsehserie, 23 Folgen)
- 2021–2022: Home Economics (Fernsehserie, 3 Folgen)
- 2022: Armas de mujer (Fernsehserie, Folge 1x01)
- 2023: Gringa
- 2024: Wallbanger